# Unciaal 086
Unciaal 086 (Gregory-Aland), ε 35 (Soden), is een van de Bijbelse handschriften in de Griekse taal. Het dateert uit de 6e eeuw en is geschreven met uncialen op perkament.

## Beschrijving
Het bevat de tekst van Evangelie volgens Johannes 1,23-26; 3,5-4,23-35.45-49. De gehele codex bestaat uit 13 bladen (27 × 23 cm) en werd geschreven in twee kolommen per pagina, 20 regels per pagina.
De Codex geeft de gemengde tekst weer, Kurt Aland plaatste de codex in Categorie III.
Het is een palimpsest, de bovenste tekst is Koptisch.

## Geschiedenis
Het handschrift werd verzameld door Émile Amélineau (1885) en David C. Parker (2007).
Het handschrift bevindt zich in de British Library (Or. 5707), in Londen.